# Cardup
Cardup är en del av en befolkad plats i Australien. Den ligger i kommunen Serpentine-Jarrahdale och delstaten Western Australia, omkring 36 kilometer söder om delstatshuvudstaden Perth.
Runt Cardup är det glesbefolkat, med 12 invånare per kvadratkilometer.. Närmaste större samhälle är Armadale, omkring 12 kilometer norr om Cardup. 
I omgivningarna runt Cardup växer huvudsakligen savannskog. Genomsnittlig årsnederbörd är 951 millimeter. Den regnigaste månaden är september, med i genomsnitt 168 mm nederbörd, och den torraste är februari, med 12 mm nederbörd.